# Unusual Heat
Unusual Heat – siódmy album wydany przez zespół rockowy Foreigner, wydany w 1987. Płyta jest ostatnim albumem nagranym z Dennis Elliottem i Rick Willsa po ich odejściu z zespołu w 1991 roku. Jest pierwszą i ostatnią płytą nagraną z udziałem Johnny'ego Edwardsa.

## Lista utworów
1. "Only Heaven Knows" – 4:47
2. "Lowdown and Dirty" – 4:21
3. "I'll Fight for You" – 6:02
4. "Moment of Truth" – 4:25
5. "Mountain of Love" – 4:37
6. "Ready for the Rain" (Edwards, Jones, Northrup, Thomas) – 5:02
7. "When the Night Comes Down" – 4:43
8. "Safe in My Heart" (Jones) – 4:32
9. "No Hiding Place" – 3:55
10. "Flesh Wound" – 4:17
11. "Unusual Heat" – 4:32

## Twórcy
- Dennis Elliott – perkusja, wokal
- Rick Wills – gitara basowa, wokal
- Johnny Edwards – pierwszy wokal, gitara
- Mick Jones – gitara, instrumenty klawiszowe, wokal